# فریتس برنر
فریتس برنر (آلمانی: Fritz Brenner؛ ‏ ۱۶ دسامبر ۱۸۷۷ – ۲۶ دسامبر ۱۹۶۹) پزشک و آسیب‌شناس اهل آلمان بود.
او پزشکی را در دانشگاه استراسبورگ، دانشگاه فرایبورگ و دانشگاه هایدلبرگ خواند و مدرک دکترای خود را در سال ۱۹۰۴ از دانشگاه هایدلبرگ گرفت. وی پس از مدتی طبابت در فرانکفورت به آفریقای جنوب باختری آلمان نقل مکان کرد و مدتی هم در ویندهوک و ژوهانسبورگ کار کرد. فریتس برنر در سال ۱۹۰۷ نوع خاصی از تومور تخمدان را در مقاله‌ای شرح داد. در سال ۱۹۳۲ آسیب‌شناس آلمانی روبرت مایر این تومور را به افتخار او تومور برنر نام نهاد؛ اما جالب آنکه فریتس برنر تا دههٔ ۱۹۵۰ متوجه نشده بود که این تومور به افتخارش نام‌گذاری شده است.